# Station Chaudfontaine
Station Chaudfontaine is een spoorwegstation langs spoorlijn 37 (Luik – Aken) in de gemeente Chaudfontaine. Het station werd, samen met het baanvak Luik - Chaudfontaine, geopend op 2 juli 1843. Het werd gesloten bij de invoering van het IC-IR-plan op 3 juni 1984, maar werd opnieuw geopend op 3 september 2018 De heropening stond gepland voor december 2017, maar is met 9 maanden uitgesteld.
Het stationsgebouw werd opgetrokken in 1843, vermoedelijk naar een ontwerp van architect Auguste Payen. Het is een van de oudste nog bestaande stationsgebouwen in België. De loketten werden gesloten in 1954 maar het bleef een halte tot en met 2 juni 1984, waarna het tot september 2018 volledig gesloten was.
De eerstvolgende halte richting Aken is station Trooz.

## Treindienst
| Serie       | Treinsoort          | Route                                                                                          | Bijzonderheden                  |
| ----------- | ------------------- | ---------------------------------------------------------------------------------------------- | ------------------------------- |
| S 41 RE 29  | S-trein Luik (NMBS) | Luik-Sint-Lambertus – Luik-Guillemins – Angleur – Verviers-Centraal – Welkenraedt – Aachen Hbf | euregioAIXpress In België als S |
| P 7450/8450 | Piekuurtrein (NMBS) | Welkenraedt – Verviers-Centraal – Luik-Guillemins – Herstal                                    | Rijdt alleen op werkdagen.      |

## Reizigerstellingen
De grafiek en tabel geven het gemiddeld aantal instappende reizigers weer op een week-, zater- en zondag.
| Tabel: aantal instappende reizigers station Chaudfontaine | Tabel: aantal instappende reizigers station Chaudfontaine | Tabel: aantal instappende reizigers station Chaudfontaine | Tabel: aantal instappende reizigers station Chaudfontaine |
|                                                           | Weekdag                                                   | Zaterdag                                                  | Zondag                                                    |
| --------------------------------------------------------- | --------------------------------------------------------- | --------------------------------------------------------- | --------------------------------------------------------- |
| 1977                                                      | 62                                                        | 19                                                        | 43                                                        |
| 1978                                                      | 62                                                        | 40                                                        | 51                                                        |
| 1979                                                      | 68                                                        | 54                                                        | 59                                                        |
| 1980                                                      | 68                                                        | 68                                                        | 52                                                        |
| 1981                                                      | 82                                                        | 22                                                        | 32                                                        |
| 1982                                                      | 77                                                        | 40                                                        | 31                                                        |
| 1983                                                      | 52                                                        | 29                                                        | 32                                                        |
| 1984                                                      |                                                           | -                                                         | -                                                         |
| 1985                                                      |                                                           | -                                                         | -                                                         |
| 1986                                                      | -                                                         | -                                                         | -                                                         |
| 1987                                                      | -                                                         | -                                                         | -                                                         |
| 1988                                                      | -                                                         | -                                                         | -                                                         |
| 1989                                                      | -                                                         | -                                                         | -                                                         |
| 1990                                                      | -                                                         | -                                                         | -                                                         |
| 1991                                                      | -                                                         | -                                                         | -                                                         |
| 1992                                                      | -                                                         | -                                                         | -                                                         |
| 1993                                                      | -                                                         | -                                                         | -                                                         |
| 1994                                                      | -                                                         | -                                                         | -                                                         |
| 1995                                                      | -                                                         | -                                                         | -                                                         |
| 1996                                                      | -                                                         | -                                                         | -                                                         |
| 1997                                                      | -                                                         | -                                                         | -                                                         |
| 1998                                                      | -                                                         | -                                                         | -                                                         |
| 1999                                                      | -                                                         | -                                                         | -                                                         |
| 2000                                                      | -                                                         | -                                                         | -                                                         |
| 2001                                                      | -                                                         | -                                                         | -                                                         |
| 2002                                                      | -                                                         | -                                                         | -                                                         |
| 2003                                                      | -                                                         | -                                                         | -                                                         |
| 2004                                                      | -                                                         | -                                                         | -                                                         |
| 2005                                                      | -                                                         | -                                                         | -                                                         |
| 2006                                                      | -                                                         | -                                                         | -                                                         |
| 2007                                                      | -                                                         | -                                                         | -                                                         |
| 2008                                                      | -                                                         | -                                                         | -                                                         |
| 2009                                                      | -                                                         | -                                                         | -                                                         |
| 2010                                                      | -                                                         | -                                                         | -                                                         |
| 2011                                                      | -                                                         | -                                                         | -                                                         |
| 2012                                                      | -                                                         | -                                                         | -                                                         |
| 2013                                                      | -                                                         | -                                                         | -                                                         |
| 2014                                                      | -                                                         | -                                                         | -                                                         |
| 2015                                                      | -                                                         | -                                                         | -                                                         |
| 2016                                                      | -                                                         | -                                                         | -                                                         |
| 2017                                                      | -                                                         | -                                                         | -                                                         |
| 2018                                                      | 39                                                        | 29                                                        | 23                                                        |
| 2019                                                      | 94                                                        | 21                                                        | 14                                                        |
| 2020                                                      | 41                                                        | 40                                                        | 23                                                        |
| 2021                                                      | -                                                         | -                                                         | -                                                         |
| 2022                                                      | 82                                                        | 48                                                        | 38                                                        |
| 2023                                                      | 88                                                        | 33                                                        | 21                                                        |
| 2024                                                      | 98                                                        | 58                                                        | 27                                                        |

0,0: Luik-Guillemins ·
2,6: Angleur ·
4,1: Chênée ·
5,8: Henne-Chèvremont ·
11,0: Chaudfontaine ·
9,5: La Broucke ·
11,0: Trooz ·
13,8: Fraipont ·
15,3: Nessonvaux ·
17,8: Goffontaine ·
18,8: Cornesse ·
20,3: Pepinster ·
23,5: Ensival ·
25,5: Verviers-West ·
Verviers-Central ·
25,4: Verviers-Palais ·
27,1: Verviers-Oost ·
29,5: Nasproué ·
31,7: Dolhain-Gileppe ·
33:0: Dolhain-Vicinal ·
Welkenraedt-Ouest ·
37,7: Welkenraedt ·
39,5: Herbesthal ·
42,4: Astenet ·
45,9: Hergenrath ·
Aachen Hbf